# Amman
För andra betydelser, se Amman (olika betydelser).

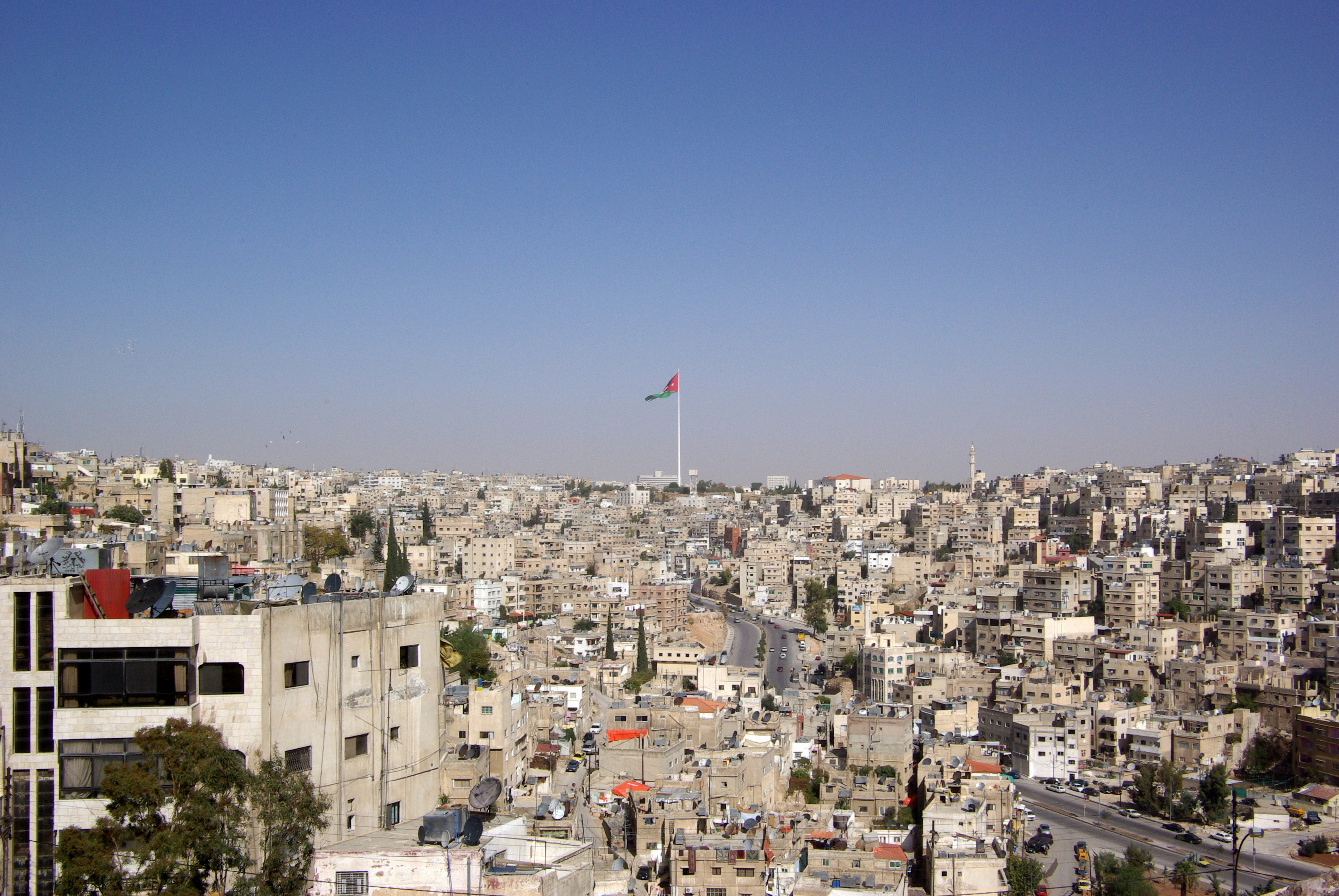
Utsikt från citadellet

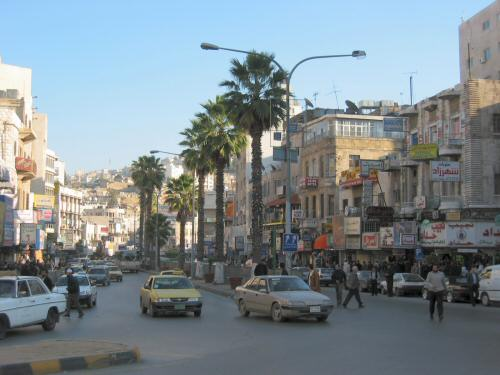
Centrala Amman

Amman (arabiska: عَمَّان, ʿAmmān, uttal: [ʕamːaːn]) är huvudstaden i Jordanien med omkring 4 miljoner invånare (2021). Staden, som ligger på ruinerna av det antika Filadelfia, blev landets huvudstad år 1921.

## Historiska lämningar
På platsen för dagens Amman fanns det bibliska Rabbath Ammon som kom att blomstra under romerskt styre under namnet Filadelfia som då ingick i området Decapolis. Under denna tid uppfördes flera byggnadsverk, bland annat en teater. Denna uppfördes mellan åren 169 och 177 e.Kr. på en naturlig sluttning och kunde ta uppemot 6 000 besökare. Genom att diverse restaurationsarbeten genomförts har man än idag möjlighet att använda teatern till diverse kulturella evenemang. Man har även restaurerat ett romerskt odeion som byggdes under 100-talet e.Kr. och som idag hyser konserter och andra evenemang. Lämningar från tiden under romerskt styre kan även hittas på den kulle i staden vilken befästs av romarna och där det tidigare legat ett akropolis. Här uppfördes även ett Herkules-tempel tillägnat Markus Aurelius under 100-talet e.Kr. som till viss del återstår idag. Senare kom här att byggas en kyrka på 500-talet och under islamskt styre skulle även ett guvernörsresidens och ett administrativt centrum byggas som även det kan återses idag. På senare tid har även de stora moskéerna Abu Darwish och Malik Abdallah byggts, den sistnämnda så sent som på 90-talet.